# Brigade mécanisée « Granatieri di Sardegna »

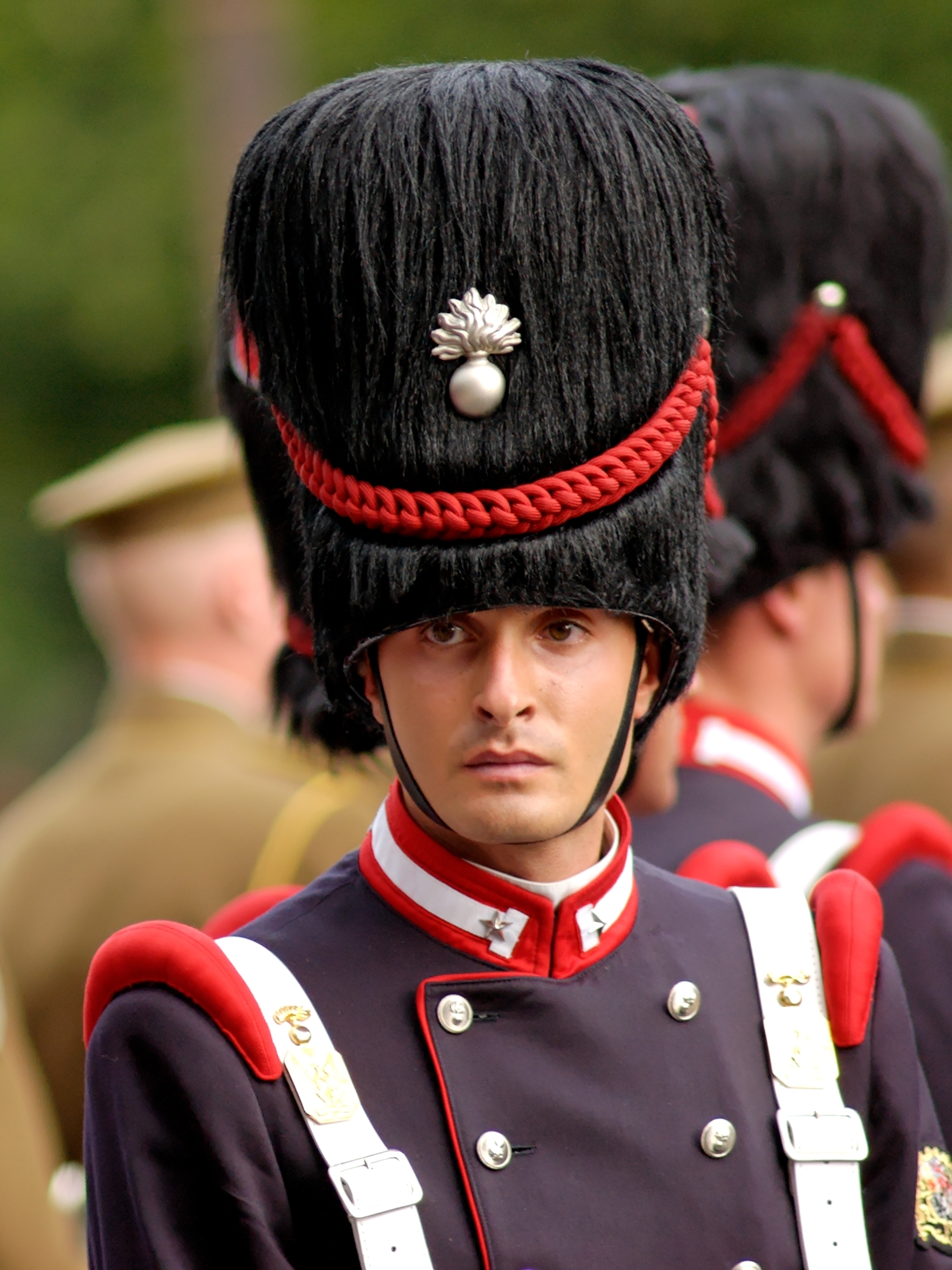
Soldats du 1er régiment de grenadiers de Sardaigne pendant le défilé du 14 juillet 2007 sur les Champs-Élysées.

La brigade mécanisée « Granatieri di Sardegna » est une grande unité de l'armée de terre italienne. Il s'agit d'une brigade d'infanterie mécanisée, basée principalement à Rome et en Italie centrale. La brigade est l'un des plus anciens régiments de l'armée et l'un régiment de la garde du président de la République italienne Le nom de l'unité est issu du royaume de Sardaigne.

## Histoire

### Origines
Le 1er régiment de grenadiers a été fondé à partir du régiment des gardes (Reggimento delle Guardie) le 18 avril 1659 par le duc de Savoie Charles-Emmanuel II  comme régiment de sa garde personnelle au cours des campagnes militaires.

#### 1659 - 1831
Le régiment participa à la guerre de Succession d'Espagne et s'était fait remarquer au cours du  siège de Turin. Après que le duché a été élevé au rang de Royaume en 1720, le régiment a combattu dans la guerre de Succession de Pologne et la guerre de Succession d'Autriche, au cours de laquelle le régiment a montré sa bravoure au cours de la bataille d'Assietta.
Pendant la guerre de la première Coalition, le régiment a combattu lors de la campagne d'Italiei à côté de l'armée d'Italie de Napoléon Bonaparte. Après que la France a annexé le royaume de Sardaigne en 1799, la famille royale s'est exilée en Sardaigne et le régiment des gardes est dissous.
Le 2e régiment de chasseurs a été fondé le 13 juillet 1774 comme régiment de Sardaigne (Reggimento di Sardegna) sur l'île éponyme et pendant l'exil, il a servi comme régiment de la garde de la famille royale.
Après la défaite de Napoléon à la bataille de Leipzig en 1813, la famille royale revint à Turin et à la reconstruction de l'armée sarde a commencé en 1814. En 1814, le régiment des gardes a été affecté de nouveau comme régiment de « Gardes » (Reggimento « Guardie »), tandis que le régiment de Sardaigne s'installa à Turin, où il a été rebaptisé régiment de chasseurs de la garde (Reggimento Cacciatori Guardie). Lorsque les deux régiments ont été rassemblés en une seule brigade en 1831, celle-ci est devenue la première unité du Royaume.
Après l'ascension au trône de Charles-Albert de Sardaigne le 27 avril 1831, une importante réforme de l'armée du royaume de Piémont a été entreprise. Ainsi, le 25 octobre 1831, la brigade de grenadiers gardes (Brigata Granatieri Guardie) est promue comme l'une des 10 principales brigades d'infanterie du Royaume.
La brigade se composait du 1er régiment de grenadiers (1° Reggimento Granatieri), avec quatre bataillons composé chacun de quatre compagnies, d'un bataillon de dépôt de quatre compagnies et le 2e régiment de chasseurs (2° Reggimento Cacciatori), avec trois bataillons de quatre compagnies chacun et un bataillon de dépôt de trois compagnies.

#### 1831-1914
La brigade a participé à la première guerre d'indépendance italienne et a combattu lors des batailles de Santa Lucia, Goito, Pastrengo et Custoza.
Au cours de la bataille de Goito le roi de Sardaigne Charles-Albert s'est adressé  à la Brigade de Grenadiers par les mots a me le guardie !  (« Gardes à moi ! »), qui est devenue la devise des régiments des brigades.
Après la guerre le 20 avril 1850 la Brigade Grenadier  (Brigata Granatieri) a été rebaptisée et la brigade et ses régiments sont devenus les 1er et 2e régiment de grenadiers.
Au cours de la deuxième guerre d'indépendance italienne, la brigade a participé à une escarmouche près de Lonato del Garda en juin 1859.
Après cette guerre, la brigade a participé à l'occupation de l'Ombrie et des régions des Marches contre les États pontificaux qui s'est achevée lorsque l'armée papale s'est rendue à la forteresse d'Ancône le 29 septembre 1860.
Par la suite la 1re division de la brigade rejoint le Ve Corps d'armée et est entrée dans le royaume des Deux-Siciles en appui à Giuseppe Garibaldi au cours de l'expédition des Mille, elle a combattu à San Giuliano le 26 octobre 1860 et à Garigliano le 29 octobre 1860.
Enfin, la brigade a participé au siège de Gaète.
Après l'unification de l'Italie la brigade s'installe à Florence, la capitale de l'Italie nouvellement unifiée, où elle assure les fonctions de garde au Palais royal.
En 1866, au cours de la troisième guerre d'indépendance italienne elle a combattu à la bataille de Custoza.
Entre 1871 et 1881, le niveau de brigade a été supprimé dans l'armée italienne, mais en 1881, il a été réactivé avec ses régiments traditionnels.

#### Première Guerre mondiale
Lors du déclenchement de la guerre, la brigade s'installe à la frontière italo-autrichienne et après la déclaration de la guerre de l'Italie le 23 mai 1915, la brigade a participé à la conquête de Monfalcone, sur la côte Adriatique. Par la suite, la brigade a participé aux quatre premières batailles de l'Isonzo visant à conquérir la ville de Gorizia.
La brigade a tenté de prendre le mont Sabotin près de Gorizia et a combattu à Oslavia.
Lors de la cinquième bataille de l'Isonzo, et après que la brigade a de nouveau combattu à Oslavia, elle est transférée en renfort sur le plateau d'Asiago où les forces italiennes faisaient front à l'offensive austro-hongroise. La brigade a défendu mont Cenigo, position stratégique entre les Autrichiens et les plaines italiennes. La perte de la montagne aurait provoqué l'encerclement des forces italiennes du front de l'Isonzo.
Sur le mont Cenigo les Granatieri di Sardegna ont obstinément résisté, même lorsque les munitions furent épuisées et que l'ennemi avait percé la ligne de front. Finalement la défense du mont Cenigo a contribué à l'échec de l'offensive autrichienne et la brigade est retournée vers le front de l'Isonzo et a participé à la sixième, septième et huitième bataille de l'Isonzo.
En 1917, la brigade a continué à se battre le long du fleuve Isonzo. Après la défaite à la bataille de Caporetto et la retraite italienne, la brigade doit être reconstituée.
En 1918, la brigade a combattu dans les deux dernières grandes batailles sur le front italien : la bataille du Piave et à la bataille de Vittorio Veneto.
Une fois la guerre achevée, la brigade a établi sa garnison à Rome, où un troisième régiment de grenadiers a été créé.
Le 1er décembre 1926, la brigade et ses trois régiments rejoignent la 21e division d'infanterie qui à l'occasion est rebaptisée XXIe brigade d'infanterie, tandis que les trois régiments de grenadiers deviennent 1er, 2eet 3e régiment Granatieri di Sardegna .

#### Seconde Guerre mondiale
Le 8 février 1934 la 21e Division d'infanterie a reçu le nom de Granatieri di Sardegna.
En 1939, la 21e Division d'infanterie Granatieri di Sardegna a perdu le 3e régiment de Granatieri di Sardegna.
La division entre en guerre avec les deux régiments restants de Granatieri di Sardegna, le 13e Régiment d'artillerie et quelques petites unités annexes.
En juin 1940, la division a été mobilisée et a participé à l'invasion italienne de la France avec la VIIe armée italienne, mais en raison de la rapide victoire allemande dans la bataille de France, avec la reddition française, la division n'a pas été impliquée dans les opérations.
Au printemps 1943, la division a été déplacée à Rome pour aider à la défense de la ville en cas d'attaque alliée. Pendant ce temps, la division a été réorganisée conformément à la réforme Mod.43 de l'armée italienne et a été renforcée avec le XXIe Bataillon de Mortiers. Au total, la division comptait envoyer 14 500 soldats. Après l'armistice de Cassibile du 8 septembre 1943 entre l'Italie et les alliés, la division décidé de mener la lutte contre les anciens alliés allemands et a défendu Rome avec le 12e Division d'infanterie Sassari, la 135e Division blindée Ariete, la IIe. Les Granatieri ont combattu le long de la Via Ostiensis pendant deux jours avant de tomber à Porta San Paolo, où la division a été rejointe par les restes de la division Sassari, la cavalerie du 8e régiment Lancieri di Montebello et des centaines de volontaires civils dont le futur Président italien Sandro Pertini avec un détachement de combattants de la résistance socialiste, le chef communiste Luigi Longo, l'écrivain Emilio Lussu, le leader unioniste Vincenzo Baldazzi, Mario Zagari, les généraux de l'Armée de l'air Sabato Martelli Castaldi et Roberto Lordi, la partisane et future journaliste Marisa Musu et tant d'autres. Vers 12,30, le mouvement communiste catholique est arrivé avec des renforts, dont l'acteur Carlo Ninchi. Cependant à 17,00, les Allemands ont percé la ligne des défenseurs italiens, faisant 570 morts.
Peu de temps après, les unités militaires italiennes se sont rendues, car le roi Victor-Emmanuel III ayant quitté Rome, la résistance était devenue insensée. Néanmoins les soldats italiens ont remis des armes à la population civile, qui s'est empressée de former à Rome un mouvement de résistance.
Après la capitulation des Granatieri di Sardegna, les trois bataillons de la division basés en Corse, ont refusé de se rendre, imités par la 20e Division Infanterie Friuli, 44e Division d'infanterie Crémone, 225e Division côtière, 226e Division côtière qui avec les partisans français ont commencé à lutter contre les troupes allemandes en retraite.
En renforçant les trois bataillons existants, le 15 mai 1944 l'armée de cobelligérants italienne a réussi à ramener la division Granatieri de nouveau en Sardaigne.
Elle était composée des 1er et 2e régiments de Grenadier, la 32e et 132e régiment d'infanterie blindée, 548e et 553e régiments d'artillerie et une compagnie du génie. Toutefois, il a été décidé que les unités d'infanterie de la division devraient rejoindre le groupe de combat du Frioul en Italie. Le 31 août, la division de Granatieri a été dissoute avec les autres unités utilisées pour compléter la 44e division d'infanterie Crémone.

#### Guerre froide
Après la Seconde Guerre mondiale, l'armée italienne a commencé à reconstruire ses unités avec une l'aide américaine.
Le 1er juillet 1946 le 1er régiment de Granatieri di Sardegna a été transféré de nouveau à Rome rejoint 1er avril 1948 par la division d'infanterie. Dans un premier temps la division comprend :
Le 1er régiment de grenadiers, le 17e régiment d'infanterie et 13e régiment d'artillerie de campagne. La division a augmenté en taille au cours des années suivantes.
Le 1er octobre 1975, l'armée italienne a aboli le niveau régimentaire et les bataillons ont été placés sous le commandement direct des brigades. C'est pourquoi l'armée a décidé de scinder la Division motorisée de Granatieri di Sardegna en deux brigades.
Le 30 septembre 1975, le 17e Régiment d'infanterie Acqui est démantelé, remplacé le 1er octobre 1975 par la Brigade motorisée Acqui.
La division Granatieri di Sardegna est restée active pendant encore un an avant d'être transformée en unité mécanisée motorisée.
Le 1er novembre 1976, la division est renommée Brigade mécanisée Granatieri di Sardegna.
La brigade a été chargée de la défense de Rome ainsi que des fonctions publiques.
Avec la fin de la guerre froide, l'armée italienne a commencé à réduire ses forces et a réorganisé les bataillons en régiments.

#### Aujourd'hui
La brigade a été réduite au cours des années. Le 1er janvier 2005, le 1er régiment de Bersaglieri a été dissous et le nom donné au 18e régiment de Bersaglieri de la brigade de Bersaglieri Garibaldi. Depuis 2000 la brigade a déployé ses unités trois fois dans le cadre de la KFOR au Kosovo et une fois dans le cadre de la FINUL au Liban.
Avec l'abolition du service militaire obligatoire en Italie, en 2004, la hauteur nécessaire pour rejoindre les Grenadiers a été abaissée de 195 cm à 190 cm. En même temps, le 2e régiment de Granatieri di Sardegna à Spoleto a été réduit à deux compagnies mécanisées qui ont été attribuées au 1er régiment de Granatieri de Sardaigne.
En 2012, il a été annoncé que la brigade serait dissoute en 2016. Le 33e de régiment d'artillerie Acqui a été utilisé en 2013 pour créer un nouveau régiment d'artillerie aéroportée pour la Brigade parachutiste Folgore, tandis que la cavalerie 8e régiment Lancieri di Montebello rejoindra la Brigade mécanisée de Pinerolo.
Le 1er régiment de Granatieri di Sardegna deviendra un régiment de la garde dans le cadre de l'école d'infanterie de Rome, chargé des tâches publiques dans la capitale italienne.

## Organigramme

Organigramme

- 1º Reggimento Granatieri di Sardegna - Siège: Rome
  -  1º Battaglione Assietta - Siège: Rome
  -  2º Battaglione Cengio - Siège: Spoleto
- 8º Reggimento Lancieri di Montebello - Siège: Rome
- 33º Reggimento artiglieria terrestre Acqui - Siège: L'Aquila
- Reparto Comando e Supporti Tattici "Granatieri di Sardegna" - Siège: Rome
- Banda Brigata Granatieri di Sardegna - Siège: Roma